# Spergularia media
La spergolaria media (Spergularia media (L) C. Presl) è una pianta perenne appartenente alla famiglia delle Caryophyllaceae.

## Descrizione
È una pianta con fusto legnoso alla base ed erbaceo in alto; raggiunge pochi centimetri di altezza. Il portamento è prostrato-diffuso. I rami si dividono dicotomicamente e possono essere ascendenti o prostrati anch'essi.

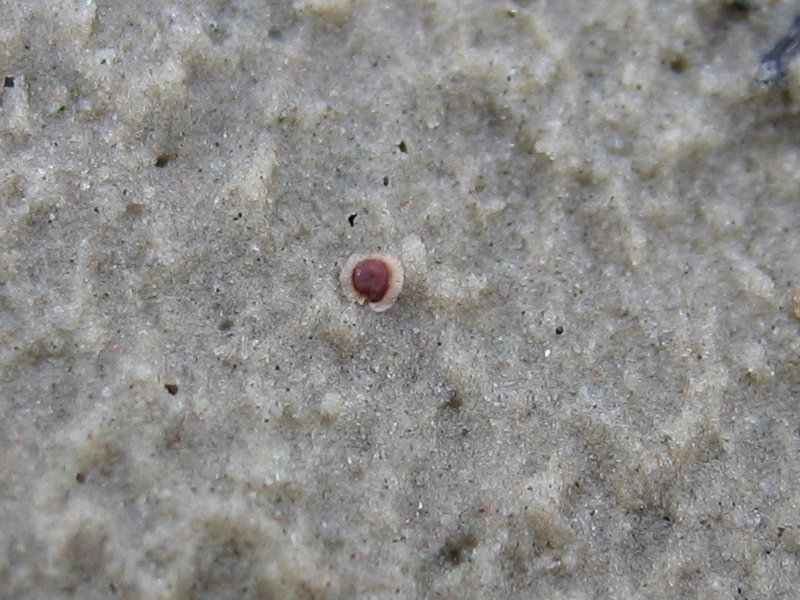
Il caratteristico seme ad ala circolare

Le foglie sono carnose, lineari, uninervie e dalla forma subcilindrica, ma presentano la pagina superiore subpiana. Sono lunghe intorno ai 2 cm.

I fiori, abbastanza vistosi, sono piccoli, di colore roseo-violetto. Sono raccolti in infiorescenze a cime lasse, la corolla ha 5 petali e il calice ha 5 sepali liberi di forma ovata. Gli stami hanno antere gialle e sono presenti 3 stili. Fiorisce tutto l'anno.

Il frutto è una capsula conica deiscente in tre valve, che sporge dal calice. I semi, numerosi e con un diametro di circa  0,7-0,8 mm, sono di colore bruno e circondati da un'ala membranosa circolare.

## Distribuzione e habitat
È una specie con un ampio areale che si estende dall'Europa e dal bacino del Mediterraneo sino alla Mongolia  e alla Cina.
Cresce su spiagge e terreni salini sia costieri che interni.